# Per qualche panino in più
Per qualche panino in più (Posse Cat) è un film del 1954 diretto da William Hanna e Joseph Barbera. È l'ottantunesimo cortometraggio animato della serie Tom & Jerry. Distribuito negli USA il 30 gennaio del 1954, è stato originariamente riconosciuto dal pubblico come sequel del corto di ambientazione western Texas Tom, malgrado non avesse finora vinto un Academy Awards. Il titolo italiano dell'episodio, distribuito in Italia negli anni '80, si rifà al film del 1965 Per qualche dollaro in più.

## Trama
Nel Far West Jerry ruba delle salsicce che Shack, il proprietario di Tom, ha appena cucinato, così l'uomo ordina a Tom di cacciare Jerry dal ranch, altrimenti non gli darà niente da mangiare. Il gatto cerca quindi di scacciare Jerry in ogni modo, ma quest'ultimo lo fa fallire, provocando l'ira di Shack. A un certo punto avendo entrambi fame Jerry presenta un trattato di pace a Tom, secondo il quale quest'ultimo avrebbe fatto finta di cacciarlo dal ranch sparandogli dietro, ma che in seguito avrebbe diviso a metà il cibo ottenuto da Shack con Jerry e così Tom accetta l'accordo. Seguendo il suo piano, Tom viene ricompensato con una coscia di pollo e del purè di patate, ma non appena è sul punto di mangiare si rifiuta di dare metà del cibo a Jerry. Il topino, furente con Tom per aver tradito la sua fiducia, gli butta il piatto in faccia e il gatto decide di vendicarsi inseguendolo con un ferro rovente, con il quale finisce però per bruciare il fondoschiena di Shack. Quest'ultimo inferocito allontana Tom a forza di spari, mentre Jerry osserva la scena divertito mangiando una coscia di pollo.

## Edizione italiana
Nell'edizione italiana Roberto Del Giudice traduce il foglio quando Tom lo legge, nel foglio si legge: "In cambio della collaborazione con Jerry, io accetto di dividere con lui, tutti i miei pasti al 50%, firmato, Tom il gatto", ma nell'edizione originale rimane muto. Per quanto a Franco Latini non doppia Tom, ma il cuoco Shack.